# Catedral de Tréveris
A Catedral de Tréveris, dedicada como Catedral de São Pedro (em alemão:  Dom St. Peter),  é uma catedral na cidade de Tréveris, Alemanha.Trata-se da mais antiga igreja da Alemanha, sendo que a atual catedral incorpora os restos de uma antiga igreja do século IV.

## Características
Foi erguida em diversas etapas — no começo do século XI, final do século XII, meados do século XIII e século XIV. Tem a forma de basílica com nave tripla, dois coros, transepto e seis torres. Na parte interna estão peças magníficas, como o túmulo do legado papal Ivo (1144) e o altar da sepultura do arcebispo Richard von Greiffenklau (1531). 

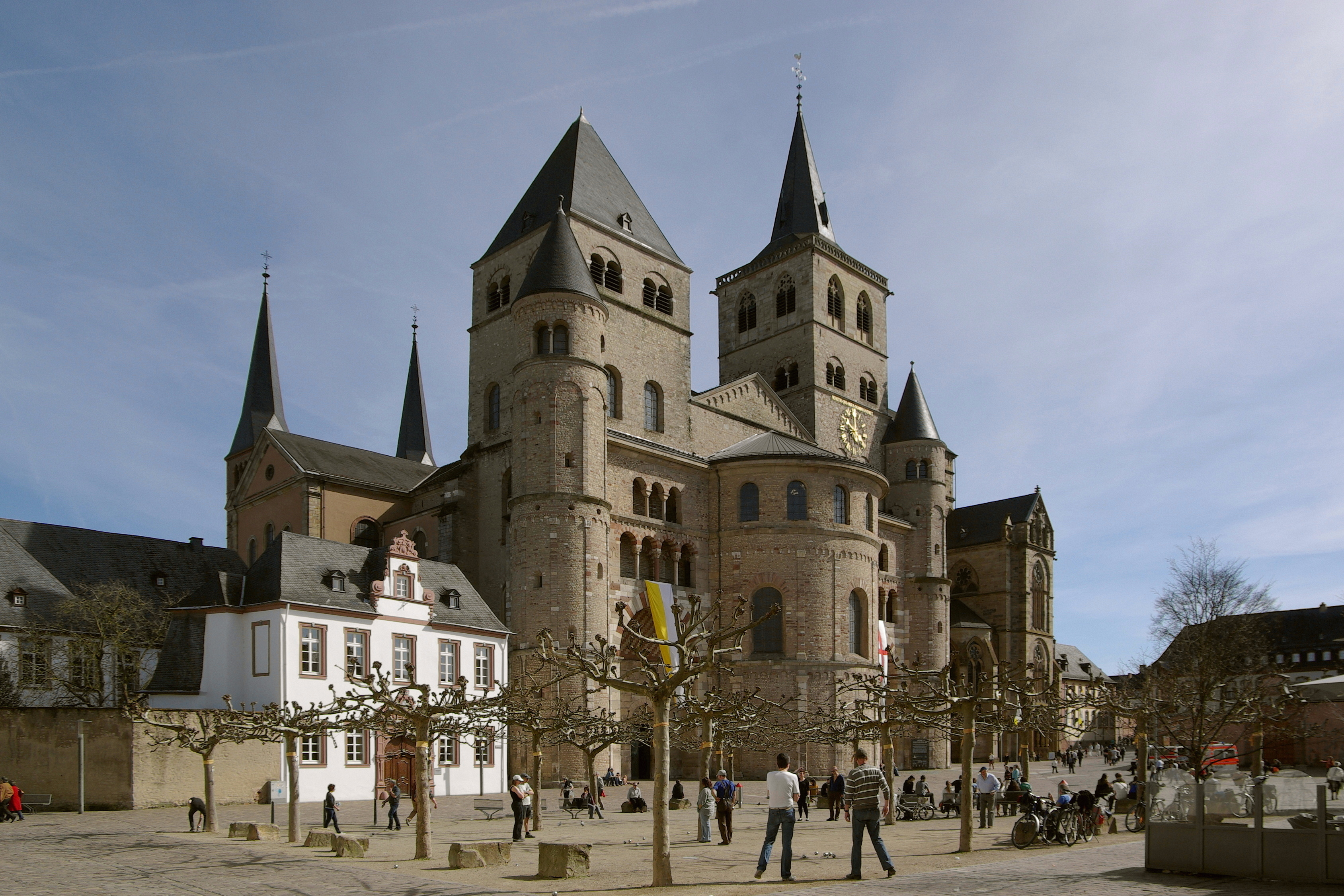
A catedral durante o dia

O edifício é notável por sua vida extremamente longa, que cobre diferentes períodos, cada um deles contribuiu com algum elemento de seu projeto, incluindo o centro do santuário principal que é feito de tijolos romanos, colocados sob a direção de Santa Helena, o que resultou em uma catedral construída lentamente através de ampliações, em diferentes épocas, ao invés de reconstruções.
Suas dimensões, 112,5 por 41 metros, tornam-a a maior igreja em Tréveris. Em 1986 ela foi declarada Património Mundial da Humanidade pela UNESCO no âmbito do grupo chamado "Monumentos romanos de Tréveris, Catedral de São Pedro e Igreja de Nossa Senhora de Tréveris". 

## História
A estrutura fica nas fundações de edifícios romanos de Augusta dos Tréveros. De acordo com fontes medievais, a imperatriz Helena, mãe do imperador Constantino (e futura Santa Helena), doou a sua casa na cidade romana de Augusta dos Tréveros ao bispo de Tréveris.
As escavações arqueológicas revelaram a presença, abaixo da catedral, de casas, em uma das quais havia um teto pintado que foi restaurado; o afresco está agora no Museu Episcopal. Em 310-329, o bispo Agrício fez construir uma primeira basílica, cujos restos  se encontram abaixo do gabinete de informação, na frente da catedral.
O bispo Maximino de Tréveris (r. 329-346), coordenou a construção da maior coleção de estruturas eclesiásticas no ocidente, fora de Roma: em um planta baixa de quatro vezes o tamanho da atual catedral foi construída nada menos que quatro basílicas, um batistério e e edifícios anexos, os quatro braços da cruz formaram o núcleo dessa estrutura. Em 340 é construído edifício quadrado, cujas paredes estão no cerne da atual catedral.
A estrutura do século IV ficou em ruínas após o domínio dos francos na primeira metade do século V. O bispo Nicécio (r. 526-561) fez reconstruir o edifício quadrado e uma parte da igreja norte por arquitetos italianos. Os normandos pilharam o local e danificaram seriamente o edifício em 882. Sob o comando do bispo Egberto (r. 977-993) a catedral foi novamente restaurada.
Sob o comando do arcebispo Popo de Badenberg e seus sucessores, a igreja episcopal, as criptas e a fachada oeste se renovaram. A frente ocidental em cinco secções simétricas continuam sendo típicas de arquitetura romana sob os imperadores Francos sálios.
O coro da parte mais ao oeste, com seu semi-cilindro absidal presente na fachada exterior foi terminado em 1196. Este coro e sua cripta estão localizados dentro do muro do edifício quadrado. A catedral é dotada de um conjunto de abóbadas. O interior contém três naves românicas com abóbada gótica.
Entre 1235 a 1270, foi construída a Igreja de Nossa Senhora sobre o local da antiga basílica sul, que estava arruinada. O claustro também data deste período.
Ao final da Guerra dos Trinta Anos, entre 1664 e 1668, o arcebispo Gaspar von der Leynen restaurou o interior do coro ocidental em estilo barroco. Entre 1687 e 1699 Johann Hugo von Orsbeck construiu a frente da capela da Túnica Santa, preciosa relíquia da catedral. Entre 1702 e 1708, se construiu um local específico para guarda-la.
Durante o século XIX foram realizadas grandes obras de renovação que tinham como objetivo devolver à catedral um aspecto medieval. No inverno de 1944-1945, a catedral, como todo o resto da cidade, foi severamente danificada durante a luta pela tomada da cidade pelas tropas aliadas. Entre 1960 e 1974, ocorreram os últimos trabalhos de restauração, com a gestão do altar agora de acordo com a liturgia imposta pelo concílio Vaticano II. O novo altar foi consagrado em 1 de maio de 1974, e a catedral voltou a realizar serviços religiosos.

## Sepultamentos
No interior da catedral há magníficas criptas, como a tumba do legado papal Ivo (1144) e o altar da sepultura do arcebispo Richard von Greifenclau (1531). Outros sepultamentos:
- Boemundo II de Tréveris (arcebispo de Tréveris)
- Balduíno de Tréveris (arcebispo de Tréveris)
- Henrique I de Tréveris (arcebispo de Tréveris)
- Udo de Tréveris